# Antiheraldikus

Kék alapon sötétkék sasszárny a Kajdachy család címerében. A címerrajz antiheraldikus színezése valószínűleg az eredeti armális megkopott festésének félreértésével és a hiányos címertani ismeretek következtében alakult ki. A kérdést az eredeti armális megtekintése döntheti el

Az antiheraldikus vagy nemheraldikus összefoglaló elnevezés minden olyan címertani termékre vagy szemléletre, mely egyszerre vét a heraldika szabályai, illetve a címertan hagyományai és a korai heraldika elvei és legtöbbször a jó ízlés ellen is.
A heraldika és a címertani ábrázolás tehát nem szabadon formálható diszciplína. Csak az olyan címertani produktumok elfogadottak, melyeket annak szabályai és elvei szerint hoztak létre. A helyes heraldikai ábrázolásmód mindig stilizált, egyszerű és szabályos.
Antiheraldikus lehet egy szín, színösszetétel, ábrázolásmód, címerleírás és címer.

## Az antiheraldikus címerek példái
A heraldika szabályai ellen vétő címerek példái azok, melyek vétenek 1. a színtörvény, 2. az egyszerű ábrázolásmód elve ellen.
A színtörvény kimondja, hogy a.) fémre fém és színre szín nem helyezhető, b.) nem használhatók ugyanazon szín árnyalatai egyazon pajzson belül. (A megengedőbb álláspont szerint ugyanazon szín árnyalatai szerepelhetnek az osztott pajzs külön mezőiben. Lásd erre a mellékelt címert.)
Az egyszerű ábrázolásmód elve értelmében a.) a címerábrákat síkban, nem térben kell ábrázolni, b.) nem szabad túlzsúfolni a pajzsot címerábrákkal (a legkorábbi címerekben az alapon általában csak egy címerábrát helyeztek el), c.) el kell kerülni a természetes ábrázolásmódot (például a természeti jeleneteket természethű színekkel).
A jó ízlés ellen vétő címerek példái nagyban összefüggnek az előző feltétel megsértésével. Ilyenek a.) a címerábrákkal túlzsúfolt pajzsok (ilyenkor az egyes címerábrák nehezen felismerhetők), b.) a címerábrák térbeli ábrázolása vét az élő heraldika korai funkciója ellen, amikor a pajzsokat a harcban egy személy identifikálására használták, c.) a természethű ábrázolás esetén a címer elveszíti szimbolikus funkcióját és leíró funkciót kap.
A heraldika fenti szabályai nem öncélúak, kialakulásuk szorosan kötődik az élő heraldika funkcionális szemléletéhez. Ez időben a heroldok a pajzsdíszek alapján jelentették be a vendéget, vagy a lovagi tornákon az egyébként nem felismerhető (páncélos) résztvevőket. Innen származik az a szabály is, hogy címer csak pajzson lehet. (Az 1947–90 közötti két magyar címer is ezért antiheraldikus: az első egyáltalán nem tartalmazott pajzsot, a másodikban pedig csak ábraként jelent meg.) A pajzsok anyaga többnyire fa, néha fém volt. Ezeket festéssel, vagy szövetborítással vonták be, ezekre jöhettek a nemesfém veretek. A fémre fém tiltásának oka kétszeres, egyfelől nehezen látható és felismerhető a címerábra, másfelől pedig sosem volt szokás aranyveretre ezüstöt, ezüstveretre aranyat tenni. Az azonos színek érintkezését, a színárnyalatokat tiltó szabályok ismét csak a könnyű felismerhetőség és a messziről láthatóság indokolta. A túlzsúfolt pajzsmező sem szolgálta a felismerhetőség célját.
Az élő heraldika korában az, aki nemheraldikus címert viselt, a köznevetség tárgya volt és kivívta a heroldok megvetését.
Vannak nemheraldikus színek, nemheraldikus szerkesztési módok (például lebegő sisakdísz a pajzs fölött), nemheraldikus jelvények (pajzs nélküli ábrák), nemheraldikus címerábrák (ugyanazon szín több színárnyalatát tartalmazó ábrák) stb. A színtörvény ellen vétő címereket a régi német heraldikai irodalomban hamis címernek (falsche Wappen) nevezték.
A nemheraldikus színek az élő heraldika kora után jöttek létre. Mára nagyrészt elfogadottá váltak, amit egyes nyelvekben a pótlólagos színek (lásd például angolul additional tinctures) kifejezés is szemléltet.

## A heraldika mélypontja

Pécs antiheradikus címere (1974-1989)

Siófok antiheraldikus címere (1974-1989)

Zalaegerszeg antiheraldikus címere (1974-1989)

Az antiheraldikus címerek nagy részének létrejötte a szakszerűtlen eljárásoknak vagy a hiányos ismereteknek köszönhető. Mindezeknek jellegzetes példája a címertan mesterséges háttérbe szorításának korszakában, a kommunizmus idején létrehozott „címerek” a szocialista országokban, melyek egyszerre ormótlanok, túlzsúfoltak, ideologizáltak és szakszerűtlenek. Ez a megállapítás nagyrészt érvényes az olyan országokra is, ahol a címertannak nincsenek hagyományai. Ilyen például az Egyesült Államok heraldikája is.
Magyarországon a heraldika mélypontjának korában, a szocializmus éveiben, a Képző- és Iparművészeti Lektorátus foglalkozott a címerek jóváhagyásával. Több város esetében megtagadta azok hagyományos címerének felújítását. A kommunizmus jegyében több város is teljesen antiheraldikus címert kezdett használni. Baja 1696-os címerét, mely Ádám és Éva megkísértését ábrázolta, 1975-ben teljesen antiheraldikus módon szerkesztették át. Dunaújváros és Kazincbarcika címere vétett a térbeli ábrázolás tilalma ellen, más városok pedig telezsúfolták a pajzsot címerábrákkal és szinte elhagyhatatlan volt a vörös csillag pajzsra vitele. Egyes laikus szerzők népszerűsítő tanulmányaikban új, modern, „szocialista heraldikáról” értekeztek, mely elveti a címertan hagyományos elveit (vagyis deklaráltan antiheraldikus).
Ilyen kirívó példa Zalaegerszegnek az 1980-as években használatba vett címere, melyben a Zala folyót és a zalai dombokat a kék szín öt, egyre sötétebb változatával ábrázolták a címerpajzson.  Siófok is világoskék zászlót helyezett kék pajzsfőjébe, valamint a pajzs ezüst mezőjébe arany kereket. Pécs címerének pedig felső, bástyára emlékeztető sárga színű része a város múltját jelképezte, a középső mélykék rész a műemlékekre utalt, formájában a dzsámi volt kivehető (félköríves alak a tetején félholddal), utalva egyben a város török múltjára is. A címer alsó részének fekete félköríves része a bányászatot, a benne szereplő vörös kalapács az ipart, a kalapácson keresztbe rakott könyv a tudományt és az egyetemet jelképezte, gyakorlatilag csak a sárga-kék színek alkalmazása emlékeztetett a város eredeti címerére. Természetesen az imént felsorolt három város címerében is helyet kapott a vörös csillag.
Napjainkban ilyen Kisoroszi címere, mely háromszorosan is antiheraldikus: 1. természethű ábrázolásmódra való törekvés, 2. az alapnak és a Duna ágainak a kék szín két eltérő árnyalatával való ábrázolása és 3. szakszerűtlen címerleírás.
Állított, ovális, kék gyöngysorral övezett pajzsban, csücskös talpú pajzson – kék háttér előtt – jobbra ugró arany színű szarvas, két hátsó lába a Duna két ága által határolt – a szarvassal megegyező színű – szigeten áll.

Az ovális és csücskös talpú pajzs között, a csücskös talpú pajzs jobb oldali felső csúcsától a bal oldali felső csúcsáig terjedően CIVUM o KISOROSZI o OROZI felirat, a latin felirat archaizált betűformával. A felirat és a csücskös talpú pajzs között – mindkét oldalon – arany kikerics virág látható, fekete inda motívummal összekötve.

A címeren a szarvas feje fölött, illetve a jobb és a bal oldalán, a csücskös talpú pajzson kívül, annak bemélyedéseiben, három, napot szimbolizáló arany kör található. A kikerics két virága között egy nagyobb és egy kisebb, nyolcágú arany csillag és bal oldalon egy kék színű kontúrral ábrázolt, emberarcú, álló helyzetű holdsarló látható.
A helyes címerleírás
Kék alapon kék-arany folyószigeten ugró aranyszarvas.
A helyes címerleírás tehát egyszerű, akárcsak a szakszerű ábrázolás. A leírást a pajzs alapjának színével kezdjük, majd megnevezzük a fő címerábrát. Ez maga a címer, tehát mindaz, ami a pajzsban látható. A leírásban csak akkor kell megemlíteni, hogy merre ugrik a szarvas, ha az balra ugrik. Az „ugró szarvas” kifejezés ugyanis a címerleírás szabályai értelmében azt jelenti, hogy a szarvas szabályos módon ugrik, azaz jobbra. A pajzson kívüli részek nem tartoznak a címerhez, ezért a címerleírásban sem említjük meg. Érdektelen, hogy milyen a pajzs formája, hogy milyen címerkép (gyöngysor) van a pajzs körül (semmi esetre sem állhat a leírás első helyén). Érdektelen a körirat (ez csak kiegészítő információként szolgál) és annak betűformája, valamint a pajzs körüli ábrák is legfeljebb a kiegészítő címerrészek funkcióját töltik be, de a leírás szempontjából ugyancsak érdektelenek. (A pajzs formájára nézve sokszor a címereslevél rendelkezik, ezért annak említése nem mindig helytelen.)

Kisoroszi címere: vét a színtörvény ellen, természetes ábrázolásmód, szakszerűtlen címerleírás
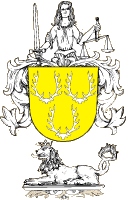
Stod város címere, vét a színtörvény ellen – fémre fém (aranyra ezüst) van helyezve, így az alapon az ezüst agancsok távolról nehezen felismerhetők
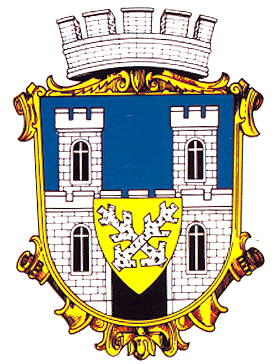
Šluknov város címere, a boglárpajzs címerképe nehezen felismerhető
Letovice város címere, ugyanazon címerkép egy lehetséges helyes színkombinációja
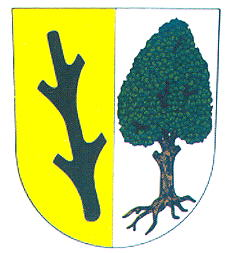
Svratka város címere, arannyal és ezüsttel hasított pajzs. A mezőkben elhelyezett címerábrák miatt nem vét súlyosan a színtörvény ellen
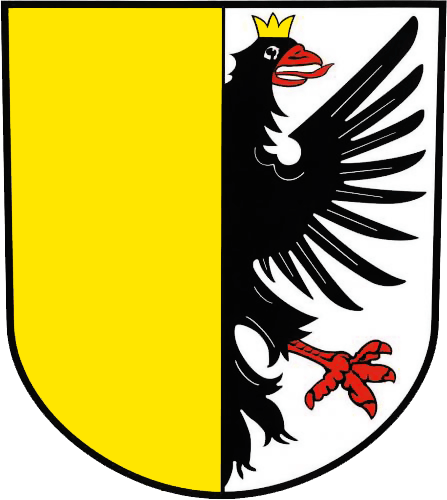
Velké Opatovice város címere, arannyal és ezüsttel hasított pajzs. Az ezüst mezőben elhelyezett címerábrák miatt nem vét súlyosan a színtörvény ellen
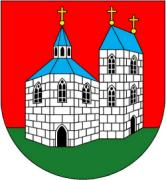
Sadská város címere, térben ábrázolt templom. Mivel stilizált, nem vét súlyosan a heraldika szabályai ellen
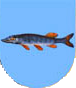
Rosice város címere. Égszínkék alapon természetes csuka. Mindkettő antiheraldikus
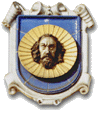
Teplice város címere, térbeli és természetes ábrázolás egy épület homlokzatáról, a hanyatló heraldika korából
Tunézia korábbi címere. A felső mező természetes ábrázolásmója nem vét súlyosan a heraldika szabályai ellen, mert stilizált, de az alap és a tenger színe a kék különböző árnyalatait mutatja, ami súlyos hiba

## Kivételek
Mint mindenhol, itt is vannak kivételek már a heraldika őskorában is. Ilyen Jeruzsálem gyakran felhozott címere, melyet már az első heraldikusok is kivettek a nemheraldikus címerek közül, és ilyen a Vatikán zászlaja is. Amennyiben egy címer nem vét az egyik fenti feltétel, a jó ízlés ellen, ezen címerek is elfogadhatók.
A magyar címerek jelentős része, melyeknél például kék alapon a címerábra valamilyen szín, szintén nemheraldikus lenne, mert vétenek a színtörvény ellen, de mivel nem vétenek a jó ízlés és a magyar heraldikai hagyományok ellen, elfogadhatók.

A Vatikán zászlaja
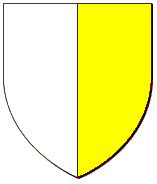
A Vaja nemzetség ősi címere, melyből a Zay család is származott
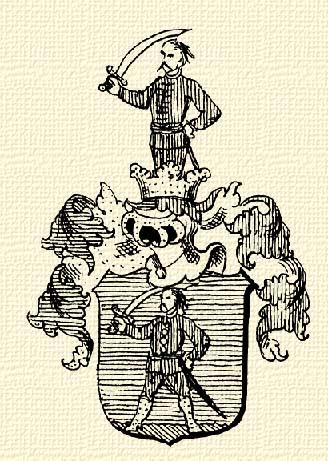
Makay-címer, kék alapon kardot tartó vörös ruhás vitéz